# Wyścig o Afrykę

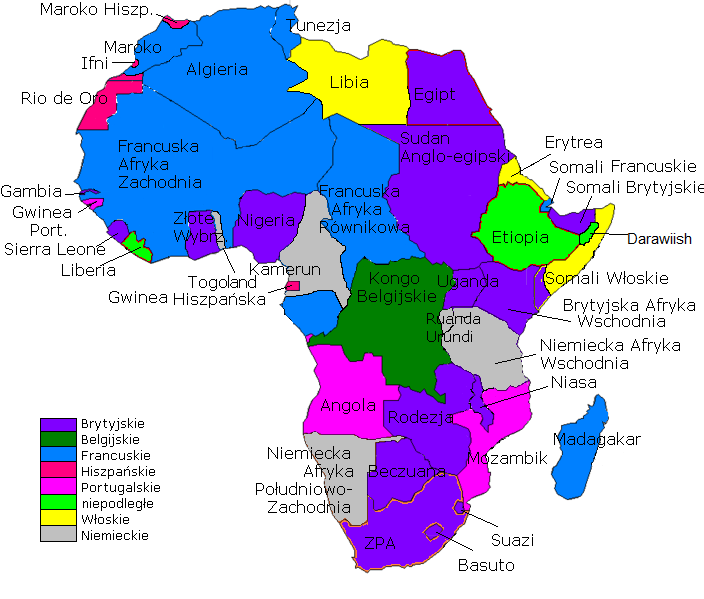
Mapa podziału politycznego Afryki w chwili wybuchu I wojny światowej

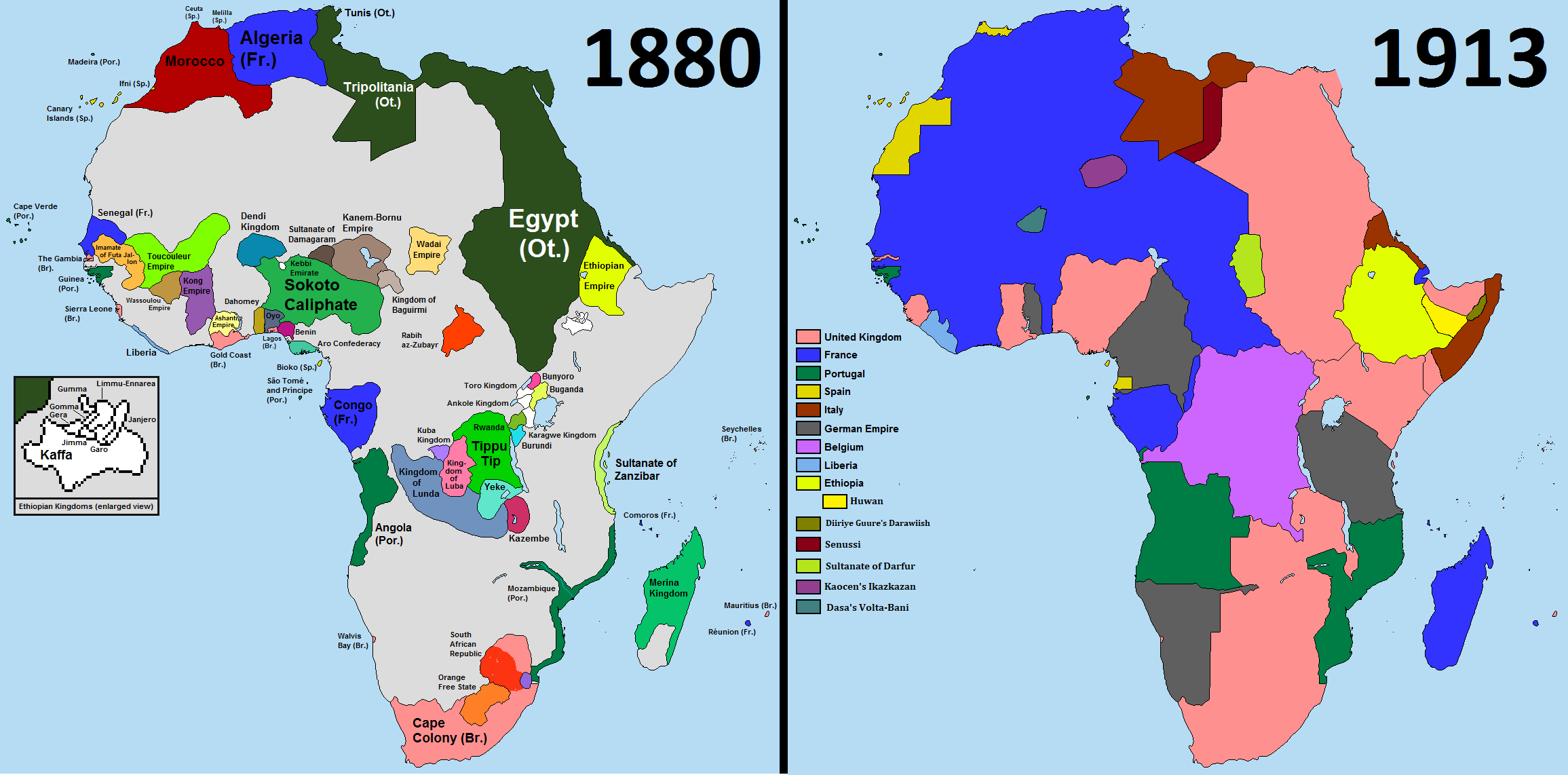
Porównanie Afryki w latach 1880–1913

Wyścig o Afrykę – okres gwałtownej ekspansji kolonialnej na terenie Afryki, trwający od roku 1885 do wybuchu I wojny światowej.
Sytuacja względnej stagnacji rozwoju i mapy Afryki w XIX wieku skończyła się gwałtownie w 1885 roku, gdy na konferencji berlińskiej, przy udziale mocarstw europejskich i Stanów Zjednoczonych, podjęta została decyzja o rozbiorze Afryki. Ustalono w szczególności, że państwa europejskie, mające swe bazy na wybrzeżach, zajmą również terytoria w głębi kontynentu, przy czym wielkość tych terytoriów uzależniono od ich możliwości wojskowych. Kolonizatorzy zobowiązani byli znieść handel czarnymi niewolnikami. Po 1885 roku nastąpił więc „wyścig o Afrykę”. Zakończył się on już w pierwszych latach XX wieku. Poszczególne państwa kolonizatorskie działały przeważnie poprzez swoje, istniejące już wcześniej, kompanie handlowe, którym przydzielano odpowiednie wojska ekspedycyjne.

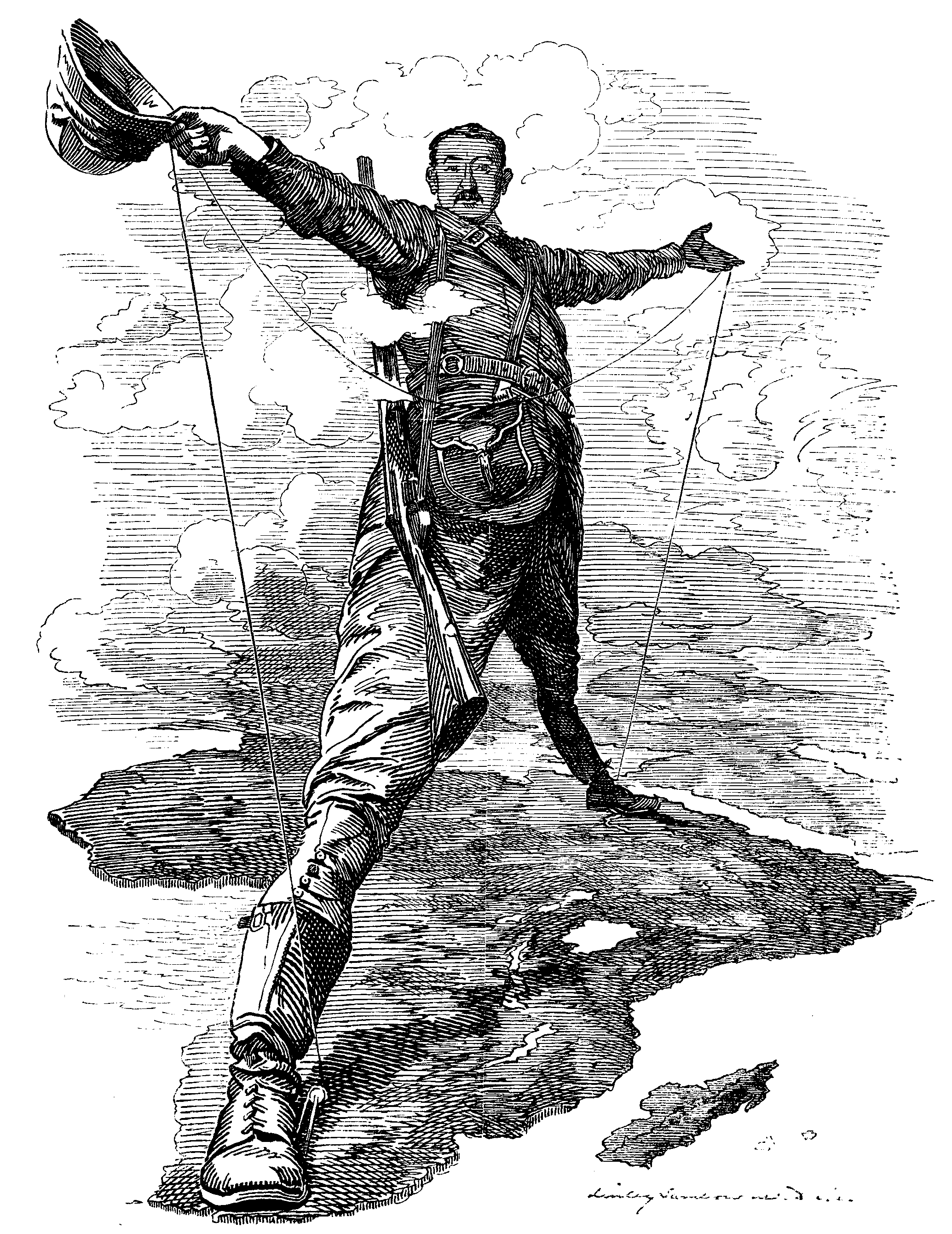
„Nowy Kolos Rodyjski” – karykatura Cecila Rhodesa, symbolu kolonizacji Afryki

Cała akcja rozbioru Afryki przeprowadzona została chaotycznie według zasady: „kto szybszy i bardziej bezwzględny, ten lepszy”. Największe zyski terytorialne osiągnęła Wielka Brytania, podporządkowując sobie Egipt, Sudan, Brytyjską Afrykę Wschodnią (Kenia), Ugandę, Somali Brytyjskie, Nigerię, Złote Wybrzeże, Sierra Leone, Południową Afrykę, Niasę (Malawi), Beczuanę (Botswana) i Rodezję (Zambia i Zimbabwe). Francuzi zagarnęli całą Algierię, część Maroka, Tunezję, Mauretanię, Francuską Afrykę Zachodnią, Dahomej (Benin), Senegal, Gwineę, Gabon, Francuską Afrykę Równikową oraz wyspę Madagaskar. Niemcy – Kamerun Niemiecki, Togo, Niemiecką Afrykę Południowo-Zachodnią (Namibia), Niemiecką Afrykę Wschodnią (Tanzania). Zaś Portugalia Angolę, Mozambik, Kabindę i Gwineę Portugalską. Włochy przejęły Somali Włoskie, Erytreę, a po przegranej dla Turcji osmańskiej w wojnie turecko-włoskiej w 1912 roku również Libię wraz z Cyrenajką. Hiszpanii przypadła Sahara Hiszpańska, Maroko Hiszpańskie i Gwinea Hiszpańska. Natomiast Kongo, wielki kraj w dorzeczu rzeki Kongo, po odkryciach podróżniczych Henry’ego Mortona Stanleya, stał się prywatną własnością króla belgijskiego Leopolda II, który finansował te podróże. Po jego śmierci Kongo przypadło Belgii. W sumie Europejczycy podporządkowali sobie w Afryce terytoria o powierzchni 29 mln km².
Tylko dwa państwa w Afryce ostały się jako niepodległe. Były to Liberia, republika, założona w 1847 roku nad Zatoką Gwinejską przez byłych czarnych niewolników, którzy powrócili z Ameryki, oraz Cesarstwo Etiopii na wschodzie kontynentu, którego wojska pod władzą cesarza Menelika II (1889–1910) rozbiły w 1896 armię włoską pod Aduą.
Metropolie kolonialne wszędzie w swych nowych koloniach afrykańskich zaprowadzały ład i porządek na modłę europejską, zupełnie nie licząc się z tradycjami, kulturą, obyczajami czy gospodarką ludności miejscowej. Wprowadzono więc europejskie waluty, rozpoczęto eksploatację bogactw naturalnych, zakładano według swych potrzeb i interesów plantacje kakao, kawy, soi, bananów, owoców cytrusowych, kauczuku oraz kopalnie złota, diamentów, miedzi, węgla kamiennego. Budowano linie kolejowe od portów morskich w głąb kontynentu.
Różne sporne problemy między kolonizatorami załatwiane były na specjalnych konferencjach; między innymi Francja i Wielka Brytania zawarły w 1904 roku traktat zwany „Entente Cordiale”, rozwiązujący sporne sprawy dotyczące Maroka, Egiptu, Kanału Sueskiego i Madagaskaru.